# دالتون كامب
دالتون كامب هو كاتب العمود كندي، ولد في 11 سبتمبر 1920، وتوفي في 18 مارس 2002.